# Polyphylla laticollis
Polyphylla laticollis är en skalbaggsart som beskrevs av Lewis 1887. Polyphylla laticollis ingår i släktet Polyphylla och familjen Melolonthidae. Inga underarter finns listade i Catalogue of Life.